# HTTP 301
HTTP 301 Moved Permanently (ou 301 redirect) est un code de réponse HTTP qui est utilisé pour une redirection d'URL permanente, c'est-à-dire pour indiquer que les liens actuels ou les enregistrements qui utilisent l'URL pour lesquels il a été reçu doivent être modifiés. Le nouvel URL doit être donné dans le champ « Location » inclus dans la réponse. Le code « 301 redirect » est considéré comme le meilleur moyen de mettre à niveau les utilisateurs de HTTP vers HTTPS. 
La RFC 2616 définit que :
- Si un client a la possibilité d'éditer les liens, il doit mettre à jour les références vers l'URL demandée.
- La réponse peut être mise en cache[3].
- La réponse doit contenir une petite note hypertexte avec un hyperlien vers le/les nouveaux URL(s), sauf si la méthode de la demande était HEAD.
- Si le statut 301 est reçu en réponse à une requête autre que GET ou HEAD, le client doit demander à l'utilisateur avant de le rediriger.

## Exemple
Requête Client:
```
GET /index.php HTTP/1.1
Host: www.example.org

```

Réponse serveur:
```
HTTP/1.1 301 Moved Permanently
Location: http://www.example.org/index.asp

```

Voici un exemple utilisant les fichiers .htaccess pour rediriger un URL non sécurisé vers une adresse sécurisée sans le "www":
```
RewriteEngine On
RewriteCond %{HTTPS} off
RewriteCond %{HTTP_HOST} ^www\.(.*)$ [NC]
RewriteRule ^(.*)$ http://%1/$1 [R=301,L]

RewriteCond %{HTTPS} on
RewriteCond %{HTTP_HOST} ^www\.(.*)$ [NC]
RewriteRule ^(.*)$ https://%1/$1 [R=301,L]

RewriteEngine On
RewriteCond %{SERVER_PORT} 80
RewriteRule ^(.*)$ https://example.com/$1 [R,L] 
```

Voici un exemple utilisant une redirection PHP
```
<?php

header
(
"HTTP/1.1 301 Moved Permanently"
);

header
(
"Location: https://example.com/newpage.html"
);

exit
();

?>

```

Voici un exemple d'une simplicité équivalente pour une configuration nginx:
```
location /old/url/ {
    return 301 /new/url;
}
```

### Moteurs de recherche
Les moteurs de recherche Bing et Google recommandent la redirection 301 pour changer l'URL d'une page,.